# Cerkev Marijinega rojstva, Homec
Cerkev Marijinega rojstva na Homcu je župnijska cerkev Župnije Homec.

## Legenda
Legenda pravi, da je leta 1419 na griču (Homški hrib), kjer je danes cerkev, deček pasel ovce. Bilo je zvečer, zato je deček po težkem dnevu zaspal. Nenadoma je zagledal močno svetlobo in zaslišal glasove, podobne angelskemu petju. Prikazala se mu je Marija z Jezusom v naročju. Prestrašen je v naglici zbral čredo in zbežal domov. Deček je bil prepričan, da je sanjal, a ljudje so verjeli resničnosti dogodkov in tako so na griču postavili kapelo in v njej oltar Mariji v čast. Zgodba o čudežnih sanjah se je širila po vsej Mengeški župniji, kamor je sodil Homec in kmalu tudi dlje od nje. Kmalu so začeli prihajati romarji od blizu in daleč.